# Estadio Anoeta
Az Estadio Anoeta egy spanyol labdarúgó-stadion. Jelenleg a Real Sociedad futballcsapata használja, mely a La Liga nevű első osztályú bajnokságban játszik. Az aréna 32 000 néző befogadására képes. 1993. augusztus 13-án nyitották meg. A pálya méretei: 105 m × 70 m.